# L-Glucose
Le L-glucose est un composé organique de formule C6H12O6, plus précisément l'un des monosaccharides d'aldohexose. C'est l'énantiomère du d-glucose, beaucoup plus répandu.
Contrairement à son énantiomère, le l-glucose n'est pas naturellement présent dans les organismes vivants mais peut être synthétisé en laboratoire. Il possède le même goût que le d-glucose,, mais ne peut pas être utilisé comme source d'énergie par le vivant car, l'hexokinase, première enzyme intervenant dans le processus de la glycolyse, est incapable de le phosphoryler. Une exception connue est Burkholderia caryophylli, une bactérie pathogène des plantes qui possède la d-thréo-aldose 1-déshydrogénase, une enzyme capable d'oxyder le l-glucose.
Comme l'énantiomère d, le l-glucose se présente généralement comme l'un des quatre isomères structurels cycliques α- et β-l-glucopyranose (le plus courant, avec un cycle à six atomes) et α- et β-l-glucofuranose (avec un cycle à cinq atomes). Dans une solution aqueuse, ces isomères s’interconvertissent en quelques heures, la forme à chaîne ouverte servant d’étape intermédiaire.

## Utilisations
Le l-glucose a été suggéré comme alternative peu calorique au sucre, utilisable par les patients diabétiques. Il ne fut cependant jamais commercialisé du fait de coûts de production trop importants.
Le dérivé acétate, le pentaacétate de L-glucose, s'est avéré stimuler la libération d'insuline et pourrait donc avoir une valeur thérapeutique pour le diabète de type 2. Le l-glucose s'est également révélé être un laxatif et a été proposé comme agent de nettoyage du côlon. Il présenterait l'avantage de ne pas produire de perturbation des niveaux de liquide et d'électrolytes, contrairement aux laxatifs osmotiques traditionnellement utilisés en préparation à la coloscopie. De plus, il possède un goût sucré qui contraste avec le goût désagréable des laxatifs osmotiques.